# Justin Andriamanantena
Justin Andriamanantena (ur. 25 sierpnia 1942) – madagaskarski judoka.
Brał udział w igrzyskach olimpijskich w 1972 (Monachium). Wystartował w wadze półśredniej (zawody rozegrano 3 września). W pierwszej rundzie miał wolny los, przez co awansował bez walki do drugiej rundy. W niej jednak przegrał z późniejszym brązowym medalistą z NRD Dietmarem Hötgerem (porażka przez ippon). Andriamanantena nie odpadł jednak jeszcze z turnieju, gdyż czekała go walka repasażowa. Przegrał ją jednak, a jego przeciwnikiem był Reto Zinsli ze Szwajcarii (także porażka przez ippon). W końcowej klasyfikacji, Andriamanantena został sklasyfikowany na dziewiątym miejscu (startowało 28 zawodników). Jak się później okazało, osiągnął on najlepszy wynik ze wszystkich startujących w Monachium Madagaskarczyków. 
Był najstarszym reprezentantem tego kraju na igrzyskach w Monachium (miał wówczas ukończone nieco ponad 30 lat). W czasie trwania igrzysk miał około 176 centymetrów wzrostu i ważył 69 kilogramów.